# Junior Morias
Junior Augustus Morais (Kingston, 4 luglio 1995) è un calciatore giamaicano, attaccante del Woking in prestito dal Notts County.

## Carriera
Dopo aver giocato nei settori giovanili di Fulham e Wycombe esordisce tra i professionisti con quest'ultimo club nella stagione 2012-2013, nella quale disputa 19 partite in Football League Two ed una partita in FA Cup 2012-2013; nel corso della stagione viene anche ceduto per un breve periodo in prestito ai dilettanti dell'Hendon, con cui realizza 4 reti in 7 presenze in Isthmian League. Nella stagione 2013-2014 gioca ulteriori 8 partite in Football League Two ed una partita in FA Cup 2013-2014, in aggiunta a due periodi in prestito: il primo è ancora all'Hendon, con cui segna un gol in 7 presenze, ed il secondo al Boreham Wood, con cui totalizza 15 presenze ed 8 reti in National League South, la sesta divisione inglese. Nell'estate del 2014 viene ceduto a titolo definitivo proprio al Boreham Wood, con cui nella stagione 2014-2015 conquista una promozione in National League segnando 10 reti in 27 presenze; nella stagione 2015-2016 totalizza 29 presenze e 2 reti nella nuova categoria, alle quali aggiunge anche 2 presenze in National League South con la maglia del Whitehawk, dove trascorre un breve periodo in prestito. A fine stagione viene ceduto al St Albans City, club di National League South, con cui nella stagione 2016-2017 realizza 9 reti in 20 presenze (contribuendo alla conquista nuovamente la promozione in National League), venendo poi ceduto a stagione in corso al Peterborough Utd, club di Football League One (la terza divisione inglese), con cui nella seconda parte della stagione mette a segno 4 reti in 20 partite di campionato; viene riconfermato anche per la stagione 2017-2018, in cui oltre a 2 presenze in FA Cup ed una presenza in Coppa di Lega gioca 25 partite in Football League One, campionato in cui realizza 6 reti. Nell'estate del 2018 viene ceduto al Northampton Town, club di Football League Two, con cui nella stagione 2018-2019 conclude il campionato con 19 presenze e 6 reti; a fine stagione viene ceduto al St. Mirren, club della prima divisione scozzese, dove trascorre la stagione 2019-2020.